# Istituto Italiano di cultura di Cracovia

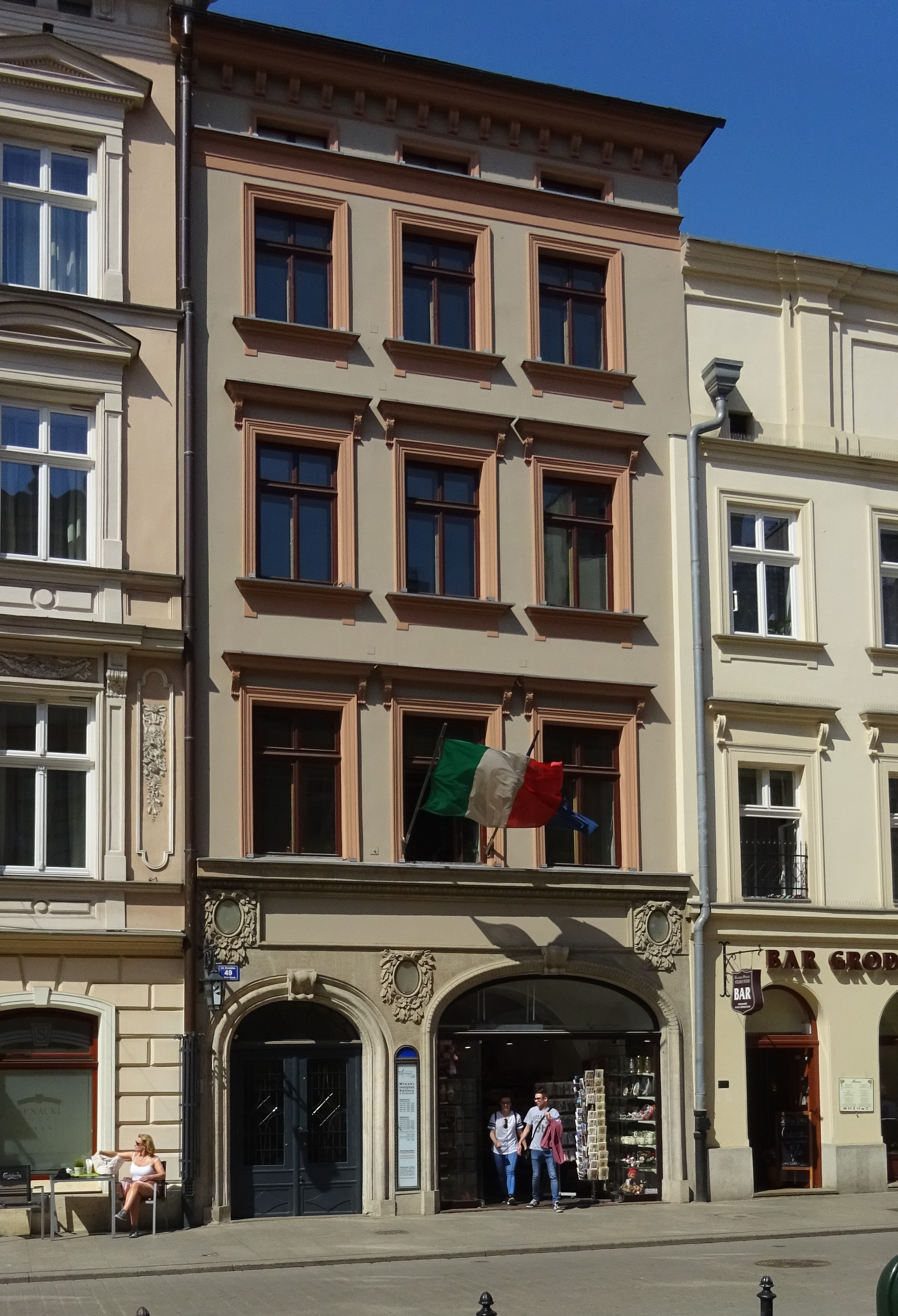
Edificio in Via Grodzka, sede dell'Istituto italiano di cultura a Cracovia.

L'Istituto Italiano di cultura di Cracovia è un organo del Ministero degli Affari Esteri e del Ministero degli affari esteri e della cooperazione internazionale, che ha lo scopo di promuovere e diffondere la cultura italiana e la lingua in Polonia. L'istituto è sito in ulica Grodzka 49, 31-001 di Cracovia ed è stato inaugurato nel 1987.
Tra i principali obiettivi dell'Istituto vi sono corsi di lingua e civiltà italiana, esami Certificato di conoscenza della lingua italiana per conseguire il diploma di conoscenza della lingua italiana, una biblioteca con libri, DVD, CD, giornali e riviste italiani a disposizione degli utenti, e un ventaglio di iniziative culturali come mostre e convegni.
L'istituto è diretto, da gennaio 2023, da Matteo Ogliari.

## L'edificio
L'Istituto è nel centro di Cracovia, in Via Grodzka, vicino al Castello del Wawel e a piazza Rynek Główny. Gli spazi utilizzati fanno parte di una palazzina in stile eclettico del XIX secolo e di una parte di un edificio, risalente al XVIII secolo, affacciato su ulica Kanonicza.

## Attività
L'Istituto Italiano di cultura di Cracovia ha all'attivo collaborazioni con l'Università Jagellonica, l'Università di Breslavia, l'Università di economia di Katowice, il Museo nazionale di Cracovia, la Triennale di Grafica di Cracovia e il Centro della comunità ebraica di Cracovia. Nel tempo sono state numerose le attività culturali come la conferenza di Alessandro Barbero

## Mostre
- What is Europe to you?, opere fotografiche di Lisa Borgiani sull’appartenenza all’Europa, 2019[5]
- Calvino qui e altrove. La mostra in Polonia a cura di Anita Kłos, 2024[6]
- Współczesny Antyk – Antichità Contemporanee con le sculture di Davide Quayola, 2024[7][8]
- Storie italiane. Come gli illustratori raccontano la narrativa a cura di Melania Gazzotti, 2024[9].
- Ernesto Terlizzi - MATHERIAE 2019-2024, a cura di Alberto Dambruoso, 2024[10]
- Echi di Speranza: Arte e Memoria dell’Olocausto a cura di Salvatore Trapani, 2025, artisti Hans Peter Hirschweh, Leo Haas, Francesco Berti, Emanuele Torti, Davide Fabrizio Brusá, Giuseppe Calandriello, Damiano Dzalagonia, Alan Schechner, Jane Korman, Susanne Ludwig, Luca Manduca, Giorgio Ortona e Leo Contini Lampronti.[11][12]

## Gli spazi
L’Istituto comprende una biblioteca e archivi digitali con a disposizione più di 9.000 volumi e 800 DVD. È presente anche una galleria espositiva, nella quale sono periodicamente allestite mostre d’arte internazionale moderna e contemporanea.